# Роско Теннер
Роско Теннер (англ. Roscoe Tanner; нар. 15 жовтня 1951) — колишній американський тенісист.
Найвищу одиночну позицію світового рейтингу — 4 місце досяг 30 липня, 1979, парну — 14 місце — 23 серпня, 1977 року.
Здобув 16 одиночних та 13 парних титулів.
Перемагав на турнірах Великого шолома в одиночному розряді.
Завершив кар'єру 1985 року.

## Виступи в одиночних турнірах Великого шолома
| W | Ф | ПФ | ЧФ | #Р | КТ | К# | DNQ | A | NH |

| Турнір                                  | 1969 | 1970 | 1971 | 1972 | 1973 | 1974 | 1975 | 1976 | 1977 | 1977 | 1978 | 1979 | 1980 | 1981 | 1982 | 1983 | 1984 | SR     | W–L   |
| --------------------------------------- | ---- | ---- | ---- | ---- | ---- | ---- | ---- | ---- | ---- | ---- | ---- | ---- | ---- | ---- | ---- | ---- | ---- | ------ | ----- |
| Відкритий чемпіонат Австралії з тенісу1 |      |      |      |      |      |      |      |      | 1977 | 1р   |      |      |      | 2р   |      | 3р   |      | 1 / 4  | 9–3   |
| Відкритий чемпіонат Франції з тенісу    |      |      |      |      |      | 1р   | 3р   |      |      |      | 4р   |      |      |      |      |      |      | 0 / 3  | 5–3   |
| Вімблдонський турнір                    |      |      |      | 3р   |      | 4р   | ПФ   | ПФ   | 1р   | 1р   | 4р   | Ф    | ЧФ   | 2р   | 4р   | ЧФ   |      | 0 / 11 | 36–11 |
| Відкритий чемпіонат США з тенісу        | 1р   | 2р   | 3р   | ЧФ   | 3р   | ПФ   | 3р   | 4р   | 4р   | 4р   | 4р   | ПФ   | ЧФ   | ЧФ   | 2р   | 3р   | 1р   | 0 / 16 | 40–16 |
| В-П                                     | 0–1  | 0–1  | 2–1  | 6–2  | 2–1  | 8–3  | 9–3  | 8–2  | 9–3  | 9–3  | 9–3  | 11–2 | 8–2  | 6–3  | 4–2  | 8–3  | 0–1  | 1 / 34 | 90–33 |

11977 року Відкритий чемпіонат Австралії відбувся двічі - в січні та грудні.

### Фінали турнірів Великого шолома

#### Одиночний розряд: 2 (1–1)
| Результат | Рік  | Турнір                               | Покриття | Суперник       | Рахунок                      |
| --------- | ---- | ------------------------------------ | -------- | -------------- | ---------------------------- |
| Перемога  | 1977 | Відкритий чемпіонат Австралії (січ.) | Трава    | Гільєрмо Вілас | 6–3, 6–3, 6–3                |
| Поразка   | 1979 | Вімблдонський турнір                 | Трава    | Б'єрн Борг     | 7–6(7–4), 1–6, 6–3, 3–6, 4–6 |

## Фінали за кар'єру

### Одиночний розряд (15–26)
| Результат | Ранг | Рік         | Турнір                                           | Покриття   | Суперник           | Рахунок                 |
| --------- | ---- | ----------- | ------------------------------------------------ | ---------- | ------------------ | ----------------------- |
| Поразка   | 1.   | 1972        | Олбані, США                                      | Тверде (i) | Джиммі Коннорс     | 2–6, 6–7                |
| Поразка   | 2.   | 1972        | Лос-Анджелес, США                                | Тверде     | Стен Сміт          | 4–6, 4–6                |
| Поразка   | 3.   | 1973        | Milan WCT, Італія                                | Килим (i)  | Марті Ріссен       | 6–7, 0–6, 6–7           |
| Поразка   | 4.   | 1974        | Palm Desert WCT, США                             | Тверде     | Род Лейвер         | 4–6, 2–6                |
| Перемога  | 1.   | 1974        | Denver WCT, США                                  | Килим (i)  | Артур Еш           | 6–2, 6–4                |
| Поразка   | 5.   | 1974        | Колумбус, США                                    | Тверде     | Рауль Рамірес      | 6–3, 6–7, 4–6           |
| Поразка   | 6.   | 1974        | Мауї, США                                        | Тверде     | Джон Ньюкомб       | 6–7, 6–7                |
| Перемога  | 2.   | 1974        | Крайстчерч, Нова Зеландія                        | Килим (i)  | Рей Раффелз        | 6–4, 6–2                |
| Поразка   | 7.   | 1975        | St. Petersburg WCT, США                          | Тверде     | Рауль Рамірес      | 0–6, 6–1, 2–6           |
| Поразка   | 8.   | 1975        | St. Louis WCT, США                               | Ґрунт      | Вітас Ґерулайтіс   | 6–2, 2–6, 3–6           |
| Поразка   | 9.   | 1975        | Шарлотт, США                                     | Ґрунт      | Рауль Рамірес      | 6–3, 4–6, 3–6           |
| Перемога  | 3.   | 1975        | Las Vegas WCT, США                               | Тверде     | Росс Кейс          | 5–7, 7–5, 7–6           |
| Перемога  | 4.   | 1975        | Чикаго, США                                      | Килим (i)  | Джон Александер    | 6–1, 6–7, 7–6           |
| Поразка   | 10.  | 1975        | Лос-Анджелес, США                                | Тверде     | Артур Еш           | 6–3, 5–7, 3–6           |
| Поразка   | 11.  | 1976        | Бірмінгем, США                                   | Килим (i)  | Джиммі Коннорс     | 4–6, 6–3, 1–6           |
| Поразка   | 12.  | 1976        | Indian Wells Open, США                           | Тверде     | Джиммі Коннорс     | 4–6, 4–6                |
| Перемога  | 5.   | 1976        | Мастерс Цинциннаті, США                          | Ґрунт      | Едді Діббс         | 7–6, 6–3                |
| Перемога  | 6.   | 1976        | Колумбус, США                                    | Тверде     | Стен Сміт          | 6–4, 7–6                |
| Поразка   | 13.  | 1976        | Саут-Орандж, США                                 | Ґрунт      | Іліє Настасе       | 4–6, 2–6                |
| Перемога  | 7.   | 1976        | Сан-Франциско, США                               | Тверде (i) | Браян Готтфрід     | 4–6, 7–5, 6–1           |
| Перемога  | 8.   | 1976        | Токіо, Японія                                    | Ґрунт      | Коррадо Барадзутті | 6–3, 6–2                |
| Поразка   | 14.  | 1976        | Вемблі, Велика Британія                          | Килим (i)  | Джиммі Коннорс     | 6–3, 6–7, 4–6           |
| Перемога  | 9.   | 1977 (січ.) | Відкритий чемпіонат Австралії з тенісу, Мельбурн | Трава      | Гільєрмо Вілас     | 6–3, 6–3, 6–3           |
| Поразка   | 15.  | 1977        | Саут-Орандж, США                                 | Ґрунт      | Гільєрмо Вілас     | 4–6, 1–6                |
| Поразка   | 16.  | 1977        | Гілтон-Гед, США                                  | Ґрунт      | Бйорн Борг         | 4–6, 5–7                |
| Поразка   | 17.  | 1977        | WCT Challenge Cup, Лас-Вегас                     | Килим (i)  | Джиммі Коннорс     | 2–6, 6–5, 6–3, 2–6, 5–6 |
| Перемога  | 10.  | 1977        | Marlboro NSW Open 1977, Австралія                | Трава      | Браян Тічер        | 6–3, 3–6, 6–3, 6–7, 6–4 |
| Поразка   | 18.  | 1978        | Філадельфія, США                                 | Килим (i)  | Джиммі Коннорс     | 2–6, 4–6, 3–6           |
| Перемога  | 11.  | 1978        | Ранчо-Міраж, США                                 | Тверде     | Рауль Рамірес      | 6–1, 7–6                |
| Перемога  | 12.  | 1978        | Новий Орлеан, США                                | Килим (i)  | Віктор Амая        | 6–3, 7–5                |
| Перемога  | 13.  | 1979        | Ранчо-Міраж, США                                 | Тверде     | Браян Готтфрід     | 6–4, 6–2                |
| Перемога  | 14.  | 1979        | Washington Indoor, США                           | Килим (i)  | Браян Готтфрід     | 6–4, 6–4                |
| Поразка   | 19.  | 1979        | Новий Орлеан, США                                | Килим (i)  | Джон Макінрой      | 4–6, 2–6                |
| Поразка   | 20.  | 1979        | Вімблдонський турнір, Велика Британія            | Трава      | Б'єрн Борг         | 7–6, 1–6, 6–3, 3–6, 4–6 |
| Поразка   | 21.  | 1979        | Цинциннаті, США                                  | Тверде     | Пітер Флемінг      | 4–6, 2–6                |
| Поразка   | 22.  | 1980        | Richmond WCT, США                                | Килим (i)  | Джон Макінрой      | 1–6, 2–6                |
| Перемога  | 15.  | 1981        | Філадельфія, США                                 | Килим (i)  | Войцех Фібак       | 6–2, 7–6, 7–5           |
| Поразка   | 23.  | 1981        | Мемфіс, США                                      | Килим (i)  | Джін Меєр          | 2–6, 4–6                |
| Поразка   | 24.  | 1981        | Бристоль, Велика Британія                        | Трава      | Марк Едмондсон     | 3–6, 7–5, 4–6           |
| Поразка   | 25.  | 1981        | Sydney Indoor, Австралія                         | Тверде (i) | Джон Макінрой      | 4–6, 5–7, 2–6           |
| Поразка   | 26.  | 1982        | La Costa WCT, США                                | Тверде     | Йохан Крік         | 0–6, 6–4, 0–6, 4–6      |

### Парний розряд титули (13–16)
| Результат | Ранг | Рік  | Турнір                      | Покриття   | Партнер                | Суперники                          | Рахунок                 |
| --------- | ---- | ---- | --------------------------- | ---------- | ---------------------- | ---------------------------------- | ----------------------- |
| Поразка   | 1.   | 1971 | Цинциннаті, США             | Ґрунт      | Сенді Меєр             | Стен Сміт Ерік ван Діллен          | 4–6, 4–6                |
| Поразка   | 2.   | 1971 | Колумбус, США               | Тверде     | Джиммі Коннорс         | Джим Макманус Джим Осборн          | 6–4, 5–7, 2–6           |
| Поразка   | 3.   | 1973 | Лондон WCT, Велика Британія | Тверде (i) | Артур Еш               | Том Оккер Марті Ріссен             | 3–6, 3–6                |
| Поразка   | 4.   | 1973 | Washington WCT, США         | Килим (i)  | Артур Еш               | Том Оккер Марті Ріссен             | 6–4, 6–7, 2–6           |
| Поразка   | 5.   | 1973 | Х'юстон WCT, США            | Ґрунт      | Артур Еш               | Том Оккер Марті Ріссен             | 5–7, 5–7                |
| Перемога  | 1.   | 1973 | Denver WCT, США             | Килим (i)  | Артур Еш               | Том Оккер Марті Ріссен             | 3–6, 6–3, 7–6           |
| Поразка   | 6.   | 1973 | Paris Indoor, Франція       | Тверде (i) | Артур Еш               | Хуан Хісберт стар. Іліє Настасе    | 2–6, 6–4, 5–7           |
| Поразка   | 7.   | 1974 | Bologna Indoor, Італія      | Килим (i)  | Артур Еш               | Уве Бенґтсон Б'єрн Борг            | 4–6, 7–5, 6–4, 6–7, 2–6 |
| Перемога  | 2.   | 1974 | Барселона WCT, Іспанія      | Килим (i)  | Артур Еш               | Том Едлефсен Том Леонард           | 6–3, 6–4                |
| Поразка   | 8.   | 1974 | Х'юстон, США                | Ґрунт      | Артур Еш               | Колін Діблі Род Лейвер             | 6–4, 6–7, 4–6           |
| Перемога  | 3.   | 1974 | Denver WCT, США             | Килим (i)  | Артур Еш               | Марк Кокс Камівадзумі Дзюн         | 6–3, 7–6                |
| Перемога  | 4.   | 1974 | Мауї, США                   | Тверде     | Дік Стоктон (тенісист) | Овен Девідсон Джон Ньюкомб         | 6–3, 7–6                |
| Перемога  | 5.   | 1974 | Крайстчерч, Нова Зеландія   | Килим (i)  | Ісмаїл Ель-Шафей       | Сід Болл Рей Раффелз               | w/o                     |
| Перемога  | 6.   | 1974 | Джакарта, Індонезія         | Тверде     | Ісмаїл Ель-Шафей       | Юрген Фассбендер Ганс-Юрген Поманн | 7–5, 6–3                |
| Поразка   | 9.   | 1975 | St. Petersburg WCT, США     | Тверде     | Чарлі Пасарелл         | Браян Готтфрід Рауль Рамірес       | 4–6, 4–6                |
| Поразка   | 10.  | 1975 | La Costa WCT, США           | Тверде     | Чарлі Пасарелл         | Браян Готтфрід Рауль Рамірес       | 5–7, 4–6                |
| Перемога  | 7.   | 1975 | Nottingham, U.K.            | Трава      | Чарлі Пасарелл         | Том Оккер Марті Ріссен             | 6–2, 6–3                |
| Поразка   | 11.  | 1975 | Стокгольм, Швеція           | Тверде (i) | Чарлі Пасарелл         | Боб Г'юїтт Фрю Макміллан           | 6–3, 3–6, 4–6           |
| Поразка   | 12.  | 1976 | Мемфіс WCT, США             | Килим (i)  | Марті Ріссен           | Ананд Амрітрадж Віджай Амрітрадж   | 3–6, 4–6                |
| Перемога  | 8.   | 1976 | La Costa WCT, США           | Тверде     | Марті Ріссен           | Пітер Флемінг Джін Меєр            | 7–6, 7–6                |
| Перемога  | 9.   | 1976 | Johannesburg WCT, ПАР       | Тверде     | Марті Ріссен           | Фрю Макміллан Том Оккер            | 6–2, 7–5                |
| Перемога  | 10.  | 1976 | Сан-Франциско, США          | Тверде (i) | Дік Стоктон            | Браян Готтфрід Боб Г'юїтт          | 6–3, 6–4                |
| Поразка   | 13.  | 1976 | Мауї, США                   | Тверде     | Дік Стоктон            | Реймонд Мур Аллан Стоун            | 7–6, 3–6, 4–6           |
| Перемога  | 11.  | 1976 | Перт, Австралія             | Тверде (i) | Дік Стоктон            | Боб Кармайкл Ісмаїл Ель-Шафей      | 6–7, 6–1, 6–2           |
| Перемога  | 12.  | 1976 | Вемблі, Велика Британія     | Килим (i)  | Стен Сміт              | Войцех Фібак Браян Готтфрід        | 7–6, 6–3                |
| Поразка   | 14.  | 1977 | Indian Wells Open, США      | Тверде     | Марті Ріссен           | Боб Г'юїтт Фрю Макміллан           | 6–7, 6–7                |
| Поразка   | 15.  | 1977 | Мастерс Цинциннаті, США     | Тверде     | Боб Г'юїтт             | Джон Александер Філ Дент           | 3–6, 6–7                |
| Поразка   | 16.  | 1977 | Гонконг                     | Тверде     | Марті Ріссен           | Сід Болл Кім Ворвік                | 6–7, 3–6                |
| Перемога  | 13.  | 1978 | Palm Springs, U.S.          | Тверде     | Реймонд Мур            | Боб Г'юїтт Фрю Макміллан           | 6–4, 6–4                |